# Wijnand Nuyen

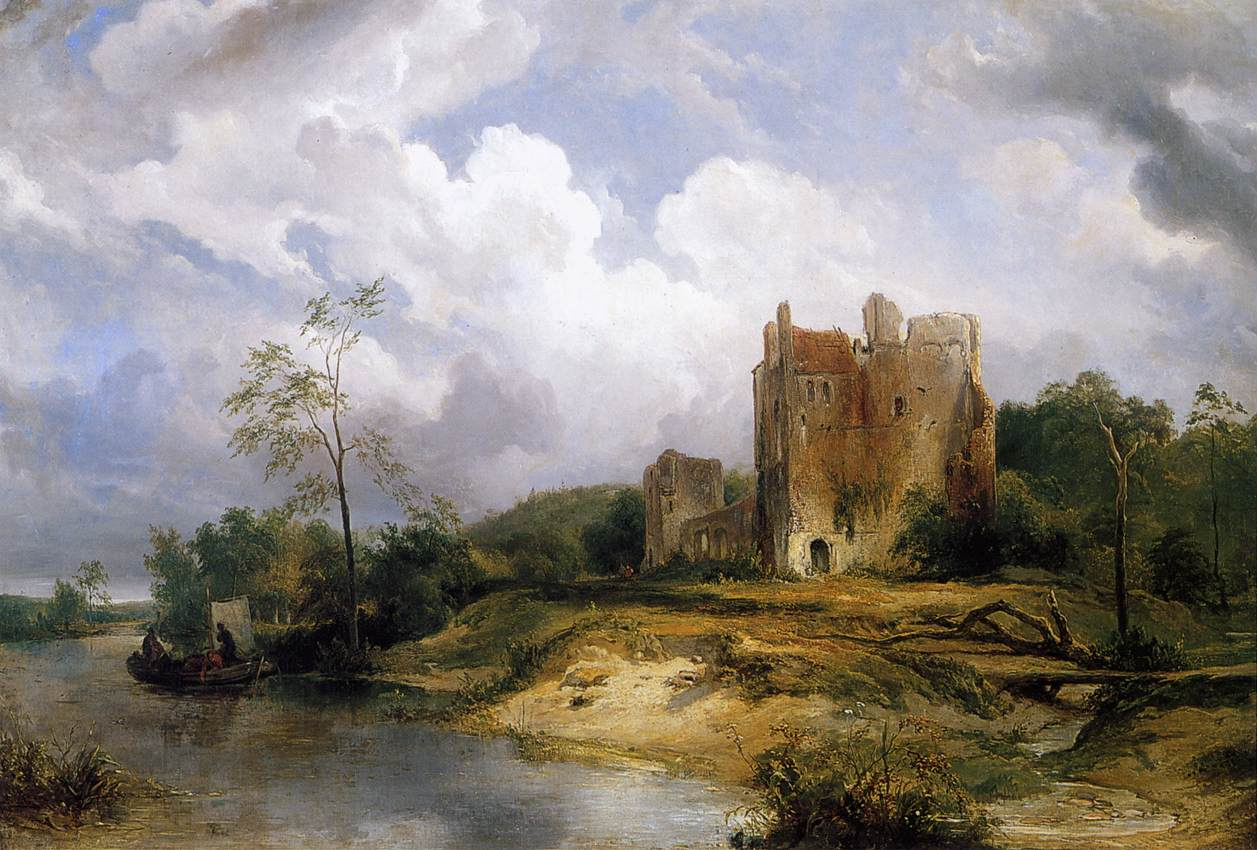
Wijnand Nuyen, Paesaggio con fiume e rovine, 1838, Rijksmuseum (Amsterdam)

Wijnand Nuyen (L'Aia, 4 marzo 1813 – L'Aia, 2 giugno 1839) è stato un pittore e incisore olandese.

## Biografia
Wijnand Nuyen (il cui nome completo era Wijnand Jan Josephus) e figlio adottivo di Andreas Schelfhout, pittore, incisore e litografo olandese, noto come paesaggista. L'arte di Nuyen fu influenzata in particolar modo da pittori francesi di epoca romantica. La sua pur breve presenza ha introdotto un tocco di romanticismo, nel panorama dell'arte olandese, per i suoi paesaggi con rovine, per i suoi cieli attraversati da tempeste di nubi, per il suo cromatismo carico, morbido, luminoso. Artista di talento, la sua arte trae anche origine dalla grande tradizione del vedutismo olandese che toccò il vertice nel Seicento.
Nuyen a dodici anni entrò nella bottega di Andreas Schelfhout e, fra il 1825 e il 1829, studiò all'Accademia reale di belle arti dell'Aia. All'età di sedici anni iniziò ad esporre a mostre collettive, all'Aia e a Gand, dove fu apprezzato per il dipinto Scena d'inverno ad Amsterdam. Altre sue tele: Imbarco sotto la tempesta (Dordrecht Museum) e Vecchio mulino (Museo comunale dell'Aia). Nella collezione Grez, a Bruxelles, sono presenti suoi disegni e sue acqueforti. Pittore prolifico, realizzò un gran numero di panorami rurali e marini, osservati in Olanda e durante la breve permanenza in Normandia.
Durante i suoi viaggi venne a conoscenza dell'arte di pittori romantici, come l'inglese Richard Parkes Bonington (1802-1828) e il francese Eugène Isabey (1803-1886), di cui apprezzò la spontaneità e naturalezza. Per le tinte, prese spunto dai paesaggi ad acquarello di William Turner.
L'associazione culturale di Amsterdam Felix Meritis nel 1829 lo premiò con una medaglia, per la veduta Panorama di foresta. In compagnia del pittore Antonie Waldorp (1803-1866), fece un viaggio in Belgio e in Germania, per completare la sua istruzione artistica. Nel 1836 fu accolto come membro dalla Accademia reale di belle arti di Amsterdam. Sposò la figlia di Andreas Schelfhout.
Nuyen, fra pittori olandesi del suo tempo, rappresenta una eccezione, per la teatralità dell'impianto, per la sensibilità di tocco, per la carica emotiva che trasferiva alle sue vedute. Suo allievo è stato Charles Rochussen, pittore, incisore e illustratore olandese (1814-1894).
Il re Guglielmo II d'Olanda, che già possedeva cinque dipinti di Nuyen, nel 1843 ne acquistò un sesto: Naufragio.

## Galleria d'immagini

Dipinti di Wijnand Nuyen
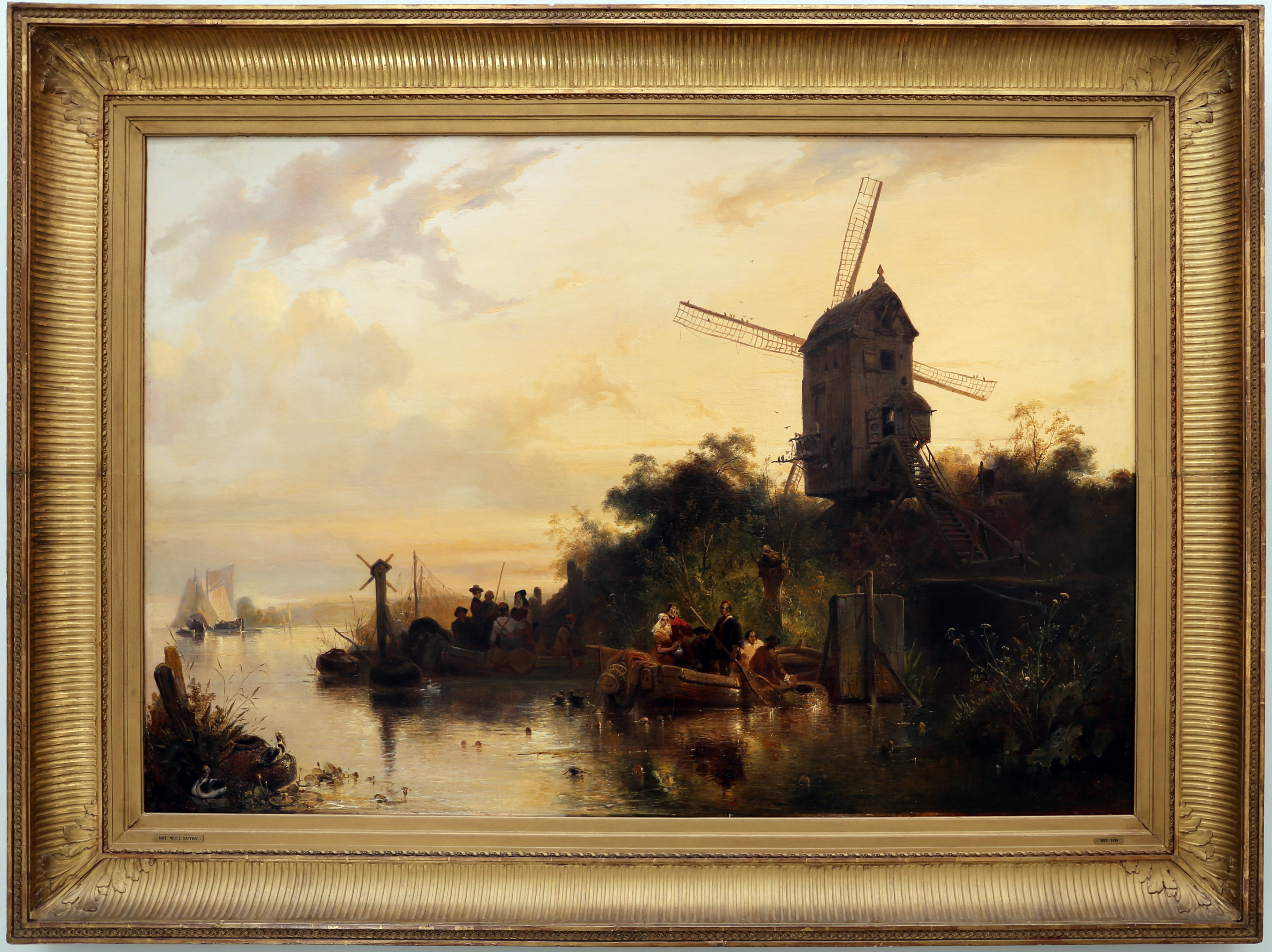
Paesaggio fluviale con mulino, 1836, Museum Boijmans Van Beuningen
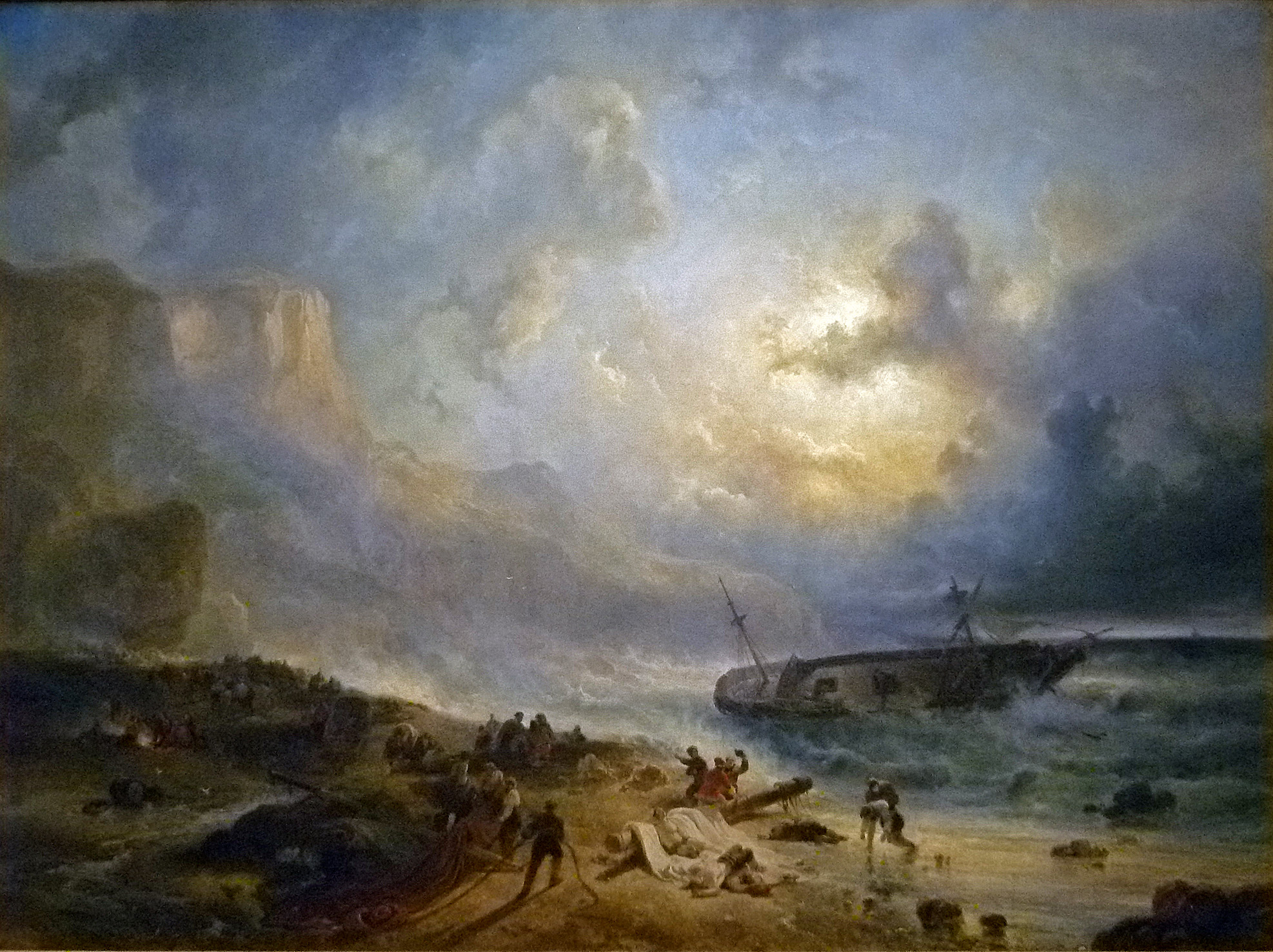
Naufragio contro una costa rocciosa,  1837, Rijksmuseum (Amsterdam)
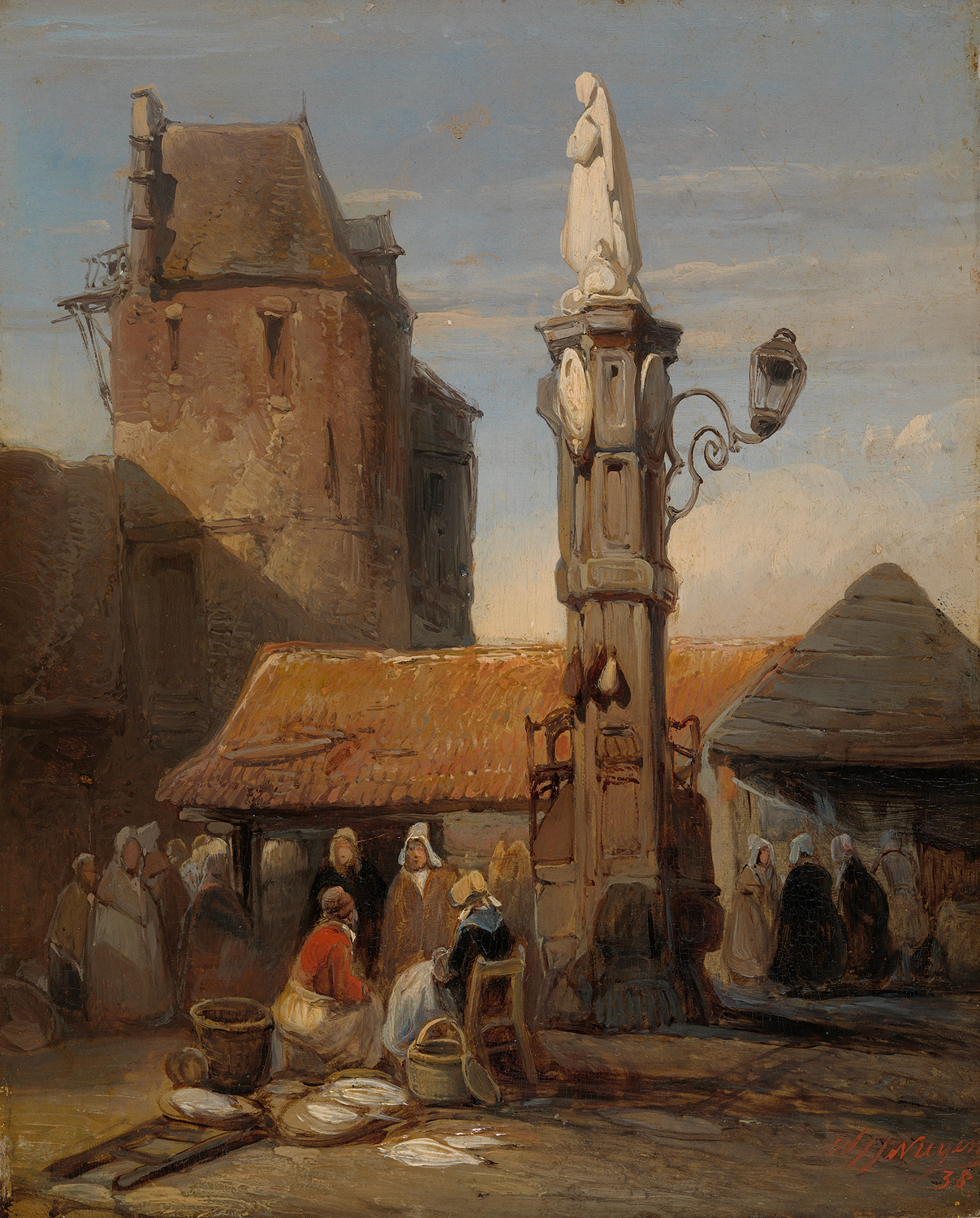
Mercato del pesce, 1838, Amsterdams Historisch Museum
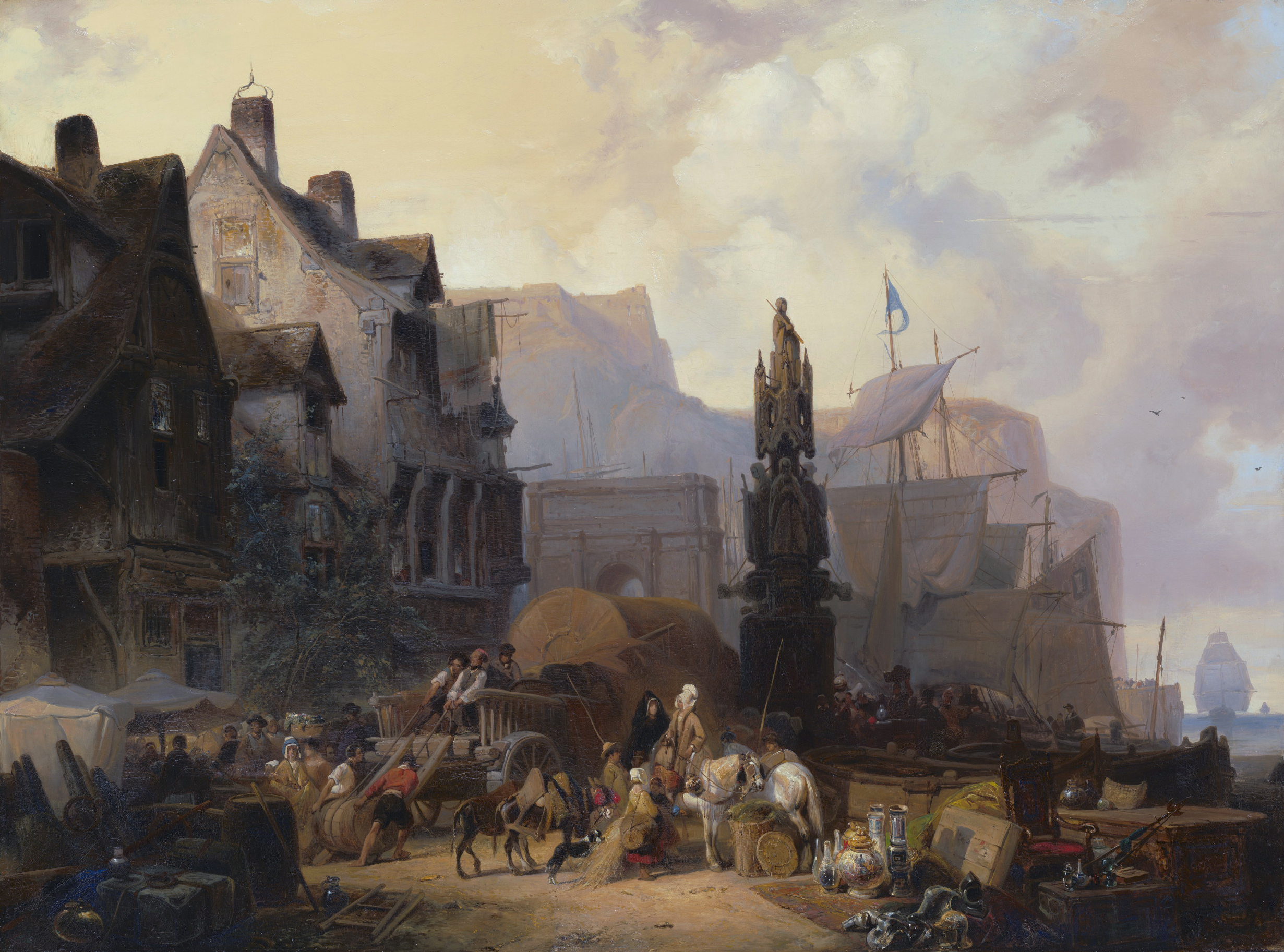
Porto animato in Normandia, 1836